# Élie Chouraqui
Pour les articles homonymes, voir Chouraqui.
 (décembre 2024).
Si vous disposez d'ouvrages ou d'articles de référence ou si vous connaissez des sites web de qualité traitant du thème abordé ici, merci de compléter l'article en donnant les références utiles à sa vérifiabilité et en les liant à la section « Notes et références ».
Élie Chouraqui est un réalisateur, scénariste et producteur de cinéma franco-israélien, né le 3 juillet 1950 à Paris, dans le 19e arrondissement.
Ancien capitaine de l’équipe de France de volley-ball, il s’est ensuite tourné vers le cinéma, la télévision et la scène. Il est également actif dans l’édition et la bande dessinée depuis les années 2000.

## Biographie

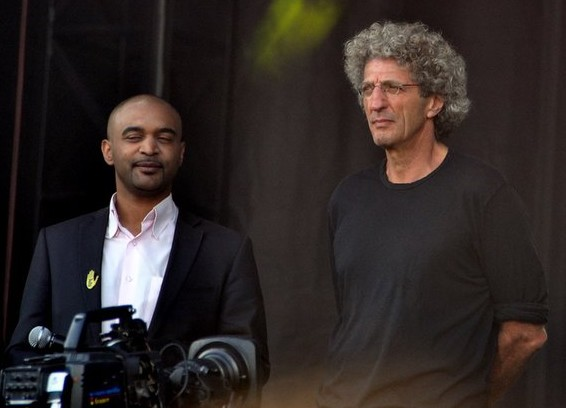
Élie Chouraqui, à droite, en compagnie de Dominique Sopo, au concert pour l'égalité de SOS Racisme, le 14 juillet 2011.

### Origines et formation
Élie Chouraqui est né le 3 juillet 1950 à Paris dans le 19e arrondissement. Il est issu d’une famille juive originaire d’Algérie.
Il suit des études de lettres et de droit.[réf. nécessaire]
Il part à l’armée, avant de s’illustrer dans le sport : il pratique le volley-ball à haut niveau,, en 1969 et 1970, participant à la Coupe d’Europe et aux Championnats du monde. Il totalise 112 sélections.

### Premiers films (1978–1987)
Après avoir réalisé un court métrage intitulé Une perte de temps, il commence à écrire des scénarios, dont celui de Mon premier amour, adapté d’un roman de Jack-Alain Léger et écrit pour l’actrice Anouk Aimée.
La production du film s’avérant difficile[réf. nécessaire], Chouraqui fonde sa propre société, 7 Films, pour en assurer la réalisation. À la distribution figurent Richard Berry, dans son premier rôle principal au cinéma, Jacques Villeret et Nathalie Baye. Karl Lagerfeld signe les costumes, Hilton McConnico les décors, et Robert Alazraki la photographie[réf. nécessaire]. Le film reçoit un accueil critique favorable malgré une performance commerciale modeste et marque le début de sa carrière de réalisateur.
Pour son film suivant, Paroles et Musique (1984), Isabelle Adjani est initialement pressentie pour le rôle principal de Margaux. Elle se retire peu avant le tournage, et Catherine Deneuve est alors choisie pour la remplacer[réf. nécessaire]. Le casting comprend également Christophe Lambert, Richard Anconina et Charlotte Gainsbourg, qui y tient son premier rôle à l’écran. Le film connaît un certain succès commercial[réf. nécessaire].

### Réalisations des années 1980 et 1990
En 1987, le producteur Arnon Milchan propose à Élie Chouraqui de réaliser son premier film en langue anglaise, Man on Fire. Le long métrage met en scène Joe Pesci, Danny Aiello et Scott Glenn. Le film sera adapté une nouvelle fois en 2004 sous le même titre, avec Denzel Washington dans le rôle principal.
En 1995, Élie Chouraqui réalise Les Menteurs, un drame mettant en scène Jean-Hugues Anglade, Lorraine Bracco, Sami Frey et Valeria Bruni-Tedeschi.
Il revient à la réalisation en 1999 avec Harrison's Flowers, un film de guerre tourné en anglais, avec Andie MacDowell, Adrien Brody, David Strathairn, Brendan Gleeson et Elias Koteas. Le film est présenté dans plusieurs festivals, dont celui de Saint-Sébastien. Il reçoit un accueil critique globalement favorable,.

### Comédies musicales et projets parallèles (2000–2010)
En 2000, Élie Chouraqui se lance dans la comédie musicale avec Les Dix Commandements, qu’il écrit, produit et met en scène. Le spectacle est conçu avec le compositeur Pascal Obispo, les paroliers Lionel Florence et Patrice Guirao, le chorégraphe Kamel Ouali et la créatrice de costumes Sonia Rykiel.

### Engagements politiques et culturels
En 2004, Élie Chouraqui réalise un reportage sur l'antisémitisme dans deux collèges, diffusé à la télévision. Ce documentaire suscite des réactions contrastées : certaines voix critiquent une mise en scène susceptible d’exacerber les tensions, tandis que d'autres défendent une tentative de documenter la réalité du terrain. L’auteur affirme que « le documentaire sur l'antisémitisme à l'école visait […] à tenter de comprendre une situation en présentant les différents points de vue en présence ». Le site REFLEXes, pour sa part, critique le film en estimant qu’il « met de l'huile sur le feu ».

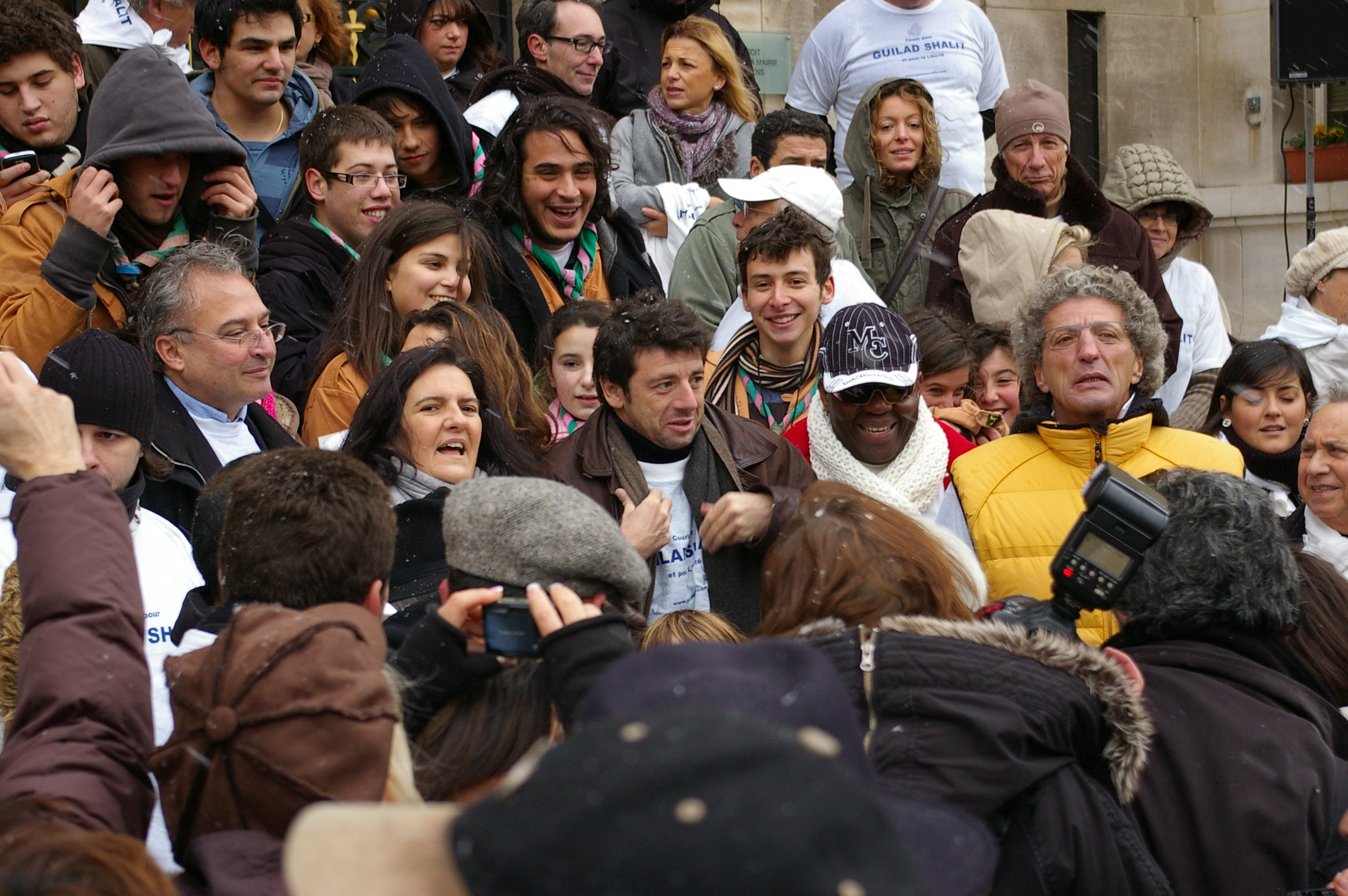
Élie Chouraqui, en jaune, aux côtés de Patrick Bruel lors d'une manifestation pour la libération de Gilad Shalit, le 23 novembre 2008 à Neuilly-sur-Seine.

En 2008, il se présente aux élections municipales à Neuilly-sur-Seine, sur la liste conduite par Jean-Christophe Fromantin, soutenue par l'UMP, en tant que candidat « sans étiquette ». Il est élu conseiller municipal, chargé de l'animation culturelle.

### Années 2010 et médias
Il soutient Emmanuel Macron lors du second tour de l'élection présidentielle française de 2017.
Depuis la rentrée 2017, il présente une émission hebdomadaire sur I24news intitulée Élie sans interdit, diffusée le dimanche soir à 20h05.
Le 3 octobre 2023, il annonce avoir porté plainte contre le retour de la comédie musicale Les Dix Commandements mis en scène par Pascal Obispo, l’accusant de contrefaçon. Le 31 janvier 2024, le tribunal judiciaire de Paris le déboute de sa demande.
Le 1er novembre 2023, il est invité de l’émission Rochebin, Broussouloux & Cie sur LCI. Ses propos à l'égard du témoignage d’un rescapé palestinien du bombardement du camp de Jabaliya font l’objet de critiques. Commentant l’intervention de ce dernier, il déclare : « c'est un bon communiquant, il communique bien, il parle bien ».[pertinence contestée]

## Filmographie

### Réalisateur
- 1978 : Mon premier amour
- 1980 : Une page d'amour (TV)
- 1982 : Qu'est-ce qui fait courir David ?
- 1984 : Paroles et Musique
- 1987 : Man on Fire
- 1990 : Miss Missouri
- 1993 : Les Marmottes
- 1996 : Les Menteurs
- 2000 : Harrison's Flowers
- 2006 : Ô Jérusalem
- 2009 : Celle que j'aime
- 2015 : L'Origine de la violence

### Clips
- Manolo Manolete de Vanessa Paradis
- Place des grands hommes de Patrick Bruel

### Assistant réalisateur
- 1973 : La Bonne Année de Claude Lelouch
- 1974 : Toute une vie, de Claude Lelouch
- 1974 : La Gifle de Claude Pinoteau
- 1975 : Un jour, la fête de Pierre Sisser
- 1976 : C'était un rendez-vous de Claude Lelouch (court métrage)
- 1976 : Un éléphant ça trompe énormément d'Yves Robert
- 1976 : Si c'était à refaire de Claude Lelouch
- 1978 : Molière d'Ariane Mnouchkine

### Acteur
- 1972 : L'aventure c'est l'aventure de Claude Lelouch
- 1973 : La Bonne Année de Claude Lelouch
- 1974 : Toute une vie de Claude Lelouch
- 1974 : La Gifle de Claude Pinoteau
- 1975 : Monsieur Albert de Jacques Renard
- 1976 : Si c'était à refaire de Claude Lelouch
- 1982 : La Boum 2 de Claude Pinoteau
- 1988 : L'Étudiante de Claude Pinoteau
- 1992 : La Belle Histoire de Claude Lelouch
- 1993 : Coup de jeune ! de Xavier Gélin

### Producteur
- 1978 : Mon premier amour
- 1984 : Paroles et Musique
- 1993 : Les Marmottes
- 1998 : Après la pluie de Takashi Koizumi
- 2000 : Harrison's Flowers
- 2006 : Ô Jérusalem

## Spectacles
- Les Dix Commandements
- Spartacus le gladiateur
- Fallait pas me mentir
- Rodolphe

## Bandes dessinées
- Elle - T1 : Le tesson d'Amenartas (2010), T2 : Celle-qui-voit-tout (2012) et T3 : La source de la vie (2013), scénario d'Élie Chouraqui, dessins de Jimènez Alburquerque alias Aja et couleurs de Sandrine Cordurié, Soleil collection 1800
- Dossier tueurs en série - T1 : L'étrangleur de Boston (2009), scénario d'Élie Chouraqui, dessins de Serge Fino et couleurs de Jim Charalampidis, Soleil collection Serial Killer
- Marie - T1 : Livre 1 (2009), scénario d'Élie Chouraqui, dessins de Mirko Colak et couleurs d'Axel Gonzalbo, Soleil collection Secrets du Vatican